# Michael Weiner
Michael Weiner (Ottenstein, 1969. március 21. –) német nemzetközi labdarúgó-játékvezető.

## Pályafutása

### Nemzeti játékvezetés
Játékvezetésből 1993-ban vizsgázott, 1995-ben lett a 2. Bundesliga, majd 2000-től a Bundesliga játékvezetője. A nemzeti játékvezetéstől 2014-ben vonult vissza.  2. Bundesliga mérkőzéseinek száma: 152; Bundesliga mérkőzéseinek száma: 224.

#### Nemzeti kupamérkőzések
Vezetett Kupa-döntők száma: 1.

##### Német-kupa
| Időpont         | Helyszín                 | Mérkőzés típusa | Mérkőzés                     | Eredmény | Nézők száma |
| --------------- | ------------------------ | --------------- | ---------------------------- | -------- | ----------- |
| 2007. május 26. | Olimpiai Stadion, Berlin | döntő           | VfB Stuttgart–1. FC Nürnberg | 2 – 3    | 740 400     |

##### Német szuperkupa
| Időpont             | Helyszín               | Mérkőzés típusa | Mérkőzés                            | Eredmény | Nézők száma |
| ------------------- | ---------------------- | --------------- | ----------------------------------- | -------- | ----------- |
| 2012. augusztus 12. | Allianz Arena, München | döntő           | FC Bayern München–Borussia Dortmund | 2 – 1    | 69 000      |

### Nemzetközi játékvezetés
A Német labdarúgó-szövetség Játékvezető Bizottsága (JB) terjesztette fel nemzetközi játékvezetőnek, a Nemzetközi Labdarúgó-szövetség (FIFA) 2002-től tartotta nyilván bírói keretében. Több nemzetek közötti válogatott és klubmérkőzést vezetett, vagy működő társának 4. bíróként segített. FIFA JB besorolás szerint 2. kategóriás bíró. A német nemzetközi játékvezetők rangsorában, a világbajnokság-Európa-bajnokság sorrendjében többedmagával a 44. helyet foglalja el 1 találkozó szolgálatával. Az aktív nemzetközi játékvezetéstől 2012-ben búcsúzott. Európai kupamérkőzéseinek száma: 25. Válogatott mérkőzéseinek száma: 20.

#### Európa-bajnokság

##### U19-es labdarúgó-Európa-bajnokság
Liechtenstein rendezte a 2003-as U19-es labdarúgó-Európa-bajnokságot, ahol a FIFA JB hivatalnokként alkalmazta.
| Időpont          | Helyszín                        | Mérkőzés típusa              | Mérkőzés               | Eredmény |
| ---------------- | ------------------------------- | ---------------------------- | ---------------------- | -------- |
| 2003. július 18. | Sportpark Eschen-Mauren, Eschen | csoportmérkőzés (A. csoport) | Portugália–Olaszország | 1 – 1    |
| 2003. július 20. | Sportpark Eschen-Mauren, Eschen | csoportmérkőzés (B. csoport) | Csehország–Anglia      | 3 – 0    |
| 2003. július 23. | Rheinpark Stadion, Vaduz        | egyik elődöntő               | Ausztria–Portugália    | 3 – 6    |

---
Az európai labdarúgó torna döntőjéhez vezető úton Ukrajnába és Lengyelországba a XIV., a 2012-es labdarúgó-Európa-bajnokságra  az UEFA JB játékvezetőként foglalkoztatta.

###### Selejtező mérkőzés
| Időpont           | Helyszín                  | Mérkőzés típusa           | Mérkőzés          | Eredmény | Nézők száma |
| ----------------- | ------------------------- | ------------------------- | ----------------- | -------- | ----------- |
| 2011. március 26. | Nemzeti Stadion, Ta’ Qali | előselejtező (F. csoport) | Málta–Görögország | 0 – 1    | 10 605      |

## Magyar vonatkozás
| Időpont            | Helyszín                       | Mérkőzés típusa              | Mérkőzés            | Eredmény | Nézők száma |
| ------------------ | ------------------------------ | ---------------------------- | ------------------- | -------- | ----------- |
| 2006. november 15. | Sóstói Stadion, Székesfehérvár | felkészülési (814. mérkőzés) | Magyarország–Kanada | 1 – 0    | 6000        |